# Мишићи (Бар)
Мишићи је насеље у општини Бар у Црној Гори. Према попису из 2003. било је 253 становника (према попису из 1991. било је 148 становника).

## Демографија
У насељу Мишићи живи 200 пунолетних становника, а просечна старост становништва износи 39,8 година (38,9 код мушкараца и 40,7 код жена). У насељу има 89 домаћинстава, а просечан број чланова по домаћинству је 2,84.
Становништво у овом насељу веома је хетерогено, а у последња три пописа, примећен је пораст у броју становника.
|  |

| Демографија | Демографија | Демографија |
| Година      | Становника  | Становника  |
| ----------- | ----------- | ----------- |
|             |             |             |
|             |             |             |
|             |             |             |
|             |             |             |
| 1948.       | 111         |             |
| 1953.       | 114         |             |
| 1961.       | 126         |             |
| 1971.       | 149         |             |
| 1981.       | 144         |             |
| 1991.       | 148         | 148         |
| 2003.       | 255         | 253         |
|             |             |             |

| Етнички састав према попису из 2003.‍ | Етнички састав према попису из 2003.‍ | Етнички састав према попису из 2003.‍ | Етнички састав према попису из 2003.‍ | Етнички састав према попису из 2003.‍ |
| ------------------------------------ | ------------------------------------ | ------------------------------------ | ------------------------------------ | ------------------------------------ |
|                                      |                                      |                                      |                                      |                                      |
| Срби                                 | Срби                                 |                                      | 128                                  | 50,59%                               |
| Црногорци                            | Црногорци                            |                                      | 111                                  | 43,87%                               |
| Југословени                          | Југословени                          |                                      | 3                                    | 1,18%                                |
| Хрвати                               | Хрвати                               |                                      | 1                                    | 0,39%                                |
| Мађари                               | Мађари                               |                                      | 1                                    | 0,39%                                |
| непознато                            | непознато                            |                                      | 7                                    | 2,76%                                |

| Година пописа     | 1948. | 1953. | 1961. | 1971. | 1981. | 1991. | 2003. |
| ----------------- | ----- | ----- | ----- | ----- | ----- | ----- | ----- |
| Број домаћинстава | 32    | 33    | 32    | 43    | 44    | 47    | 89    |

| Број чланова      | 1  | 2  | 3  | 4  | 5  | 6  | 7 | 8 | 9 | 10 и више | Просек |
| ----------------- | -- | -- | -- | -- | -- | -- | - | - | - | --------- | ------ |
| Број домаћинстава | 89 | 23 | 23 | 10 | 17 | 12 | 3 | 0 | 1 | 0         | 0      |

| Пол    | Укупно | Неожењен/Неудата | Ожењен/Удата | Удовац/Удовица | Разведен/Разведена | Непознато |
| ------ | ------ | ---------------- | ------------ | -------------- | ------------------ | --------- |
| Мушки  | 100    | 23               | 62           | 8              | 3                  | 4         |
| Женски | 113    | 27               | 60           | 18             | 5                  | 3         |
| УКУПНО | 213    | 50               | 122          | 26             | 8                  | 7         |

| Пол    | Укупно                    | Пољопривреда, лов и шумарство | Рибарство                            | Вађење руде и камена | Прерађивачка индустрија       |
| ------ | ------------------------- | ----------------------------- | ------------------------------------ | -------------------- | ----------------------------- |
| Мушки  | 40                        | 0                             | 1                                    | 1                    | 3                             |
| Женски | 24                        | 0                             | 0                                    | 1                    | 3                             |
| УКУПНО | 64                        | 0                             | 1                                    | 2                    | 6                             |
| Пол    | Производња и снабдевање   | Грађевинарство                | Трговина                             | Хотели и ресторани   | Саобраћај, складиштење и везе |
| Мушки  | 2                         | 1                             | 2                                    | 17                   | 7                             |
| Женски | 0                         | 0                             | 2                                    | 8                    | 0                             |
| УКУПНО | 2                         | 1                             | 4                                    | 25                   | 7                             |
| Пол    | Финансијско посредовање   | Некретнине                    | Државна управа и одбрана             | Образовање           | Здравствени и социјални рад   |
| Мушки  | 1                         | 1                             | 3                                    | 0                    | 1                             |
| Женски | 0                         | 0                             | 3                                    | 1                    | 3                             |
| УКУПНО | 1                         | 1                             | 6                                    | 1                    | 4                             |
| Пол    | Остале услужне активности | Приватна домаћинства          | Екстериторијалне организације и тела | Непознато            | Непознато                     |
| Мушки  | 0                         | 0                             | 0                                    | 0                    | 0                             |
| Женски | 3                         | 0                             | 0                                    | 0                    | 0                             |
| УКУПНО | 3                         | 0                             | 0                                    | 0                    | 0                             |